# Заньки (Ніжинський район)
За́ньки (у родовому відмінку — За́ньок) — село в Україні, у Вертіївській сільській громаді Ніжинського району Чернігівської області. Від 2020 у складі Великокошелівського старостинського округу Вертіївської сільської територіальної громади.
Населення становить 272 особи (станом на липень 2015).

## Історія
За даними енциклопедичного довідника «Чернігівщина», село засноване в середині XIV століття.
На час II пол. XVII–I пол. XVIII століть належало до рангових маєтностей Ніжинського полку. Так, відомо, що на початку XVIII століття ніжинський полковник Л.Я. Жураківський віддав Заньки веркіївському сотнику, проте вже наступник Жураківського — І.С. Хрущов — знову повернув село у власність полку в 1728 році.
У серпні 1732 року козаки Веркіївської сотні Ніжинського полку, в їх числі й заньківський отаман Іван Грищенко, подали гетьману Данилу Апостолу скаргу на веркіївського сотника Павла Самойловича (Зимницького). Поміж скарг на побори та казнокрадство, веркіївського сотника звинувачували в тому, що він самочинно звільнив від визначених указом Анни Іоаннівни та підтверджених універсалом гетьмана 1731 року повинностей п'ятьох козаків села Заньки, а саме: Івана Тимченка, Івана Свистуна, Леска Масляка, Ілляша Смоляжського та Грицька Скобля, «привернувши їх собі у підданство». Данило Апостол скерував полковнику І.С. Хрущову листа з вимогою розслідувати справу, а 1733 року своїм універсалом замінив веркіївського сотника Самойловича на значкового товариша Івана Адасовського.
Від 1758 по 1782 рік Заньки входили до числа сотенних містечок Ніжинського полку. Одним із тогочасних сотників Заньківської сотні був відставний прем'єр-майор, повітовий маршалок дворянства Д.Г. Лисянський — дядько знаного мореплавця, географа та океанографа Ю.Ф. Лисянського; родина також мала тут власність (т.з. «Лисянська нива»). У селі існувала дерев'яна церква Миколи Чудотворця з дзвіницею, зведена 1777 року. На початку XX століття зрубну церкву було розібрано й зведено цегляну, під час перебудови додано другий престол на честь Різдва Пресвятої Богородиці; освячена 1901 року за приходського священника М. Петрушевського (останній відомий настоятель перед закриттям храму — отець П. Марков). На дзвіниці храму Миколи Чудотворця знаходився унікальний дзвін, виготовлений 1717 року, внесений дослідником В.Л. Модзалевським до числа п'яти найбільш цінних та найстаріших дзвонів Лівобережжя — пам'ятка українського людвисарства. Станом на 1885 рік у селі, крім іншого, був розташований заїзд та діяли чотири млини. На початок XX століття існувала також земська школа.

Фрагмент топографічної карти-триверстівки Ф.Ф. Шуберта із відображеним селом Заньки, 1869 р.

Садибний будинок родини Адасовських у Заньках на початку XX століття. Акварель

У 1919 році село перебувало на лінії фронту між військами Добровольчої армії Денікіна та більшовицькими загонами. Зокрема, 20 вересня 1919 року, в результаті контрнаступу більшовицьких загонів на 2-й Дроздовський та Литовський гвардійський полки Добровольчої армії з метою недопущення захоплення останніми Дрімайлівки, ряд сіл, у їх числі — Заньки, перейшли під контроль уряду УСРР. Наступного року в селі було утворено партійну організацію КП(б)У, ще за два роки — комсомольську.
У квітні 1921 року в Заньках стався резонансний злочин:
| | В ночь с 11 на 12 апреля в селе Заньках убит священник, его жена и мать — убийцы задержаны и находятся в Нежинской тюрьме, впредь до разбора их дела, дальнейшее расследование об убийстве вышеупомянутых лиц продолжается. Сами убийцы в своем преступлении сознались. (рос.) |
| — Зведення Ніжинської повітової військової наради щодо боротьби із бандитизмом у повіті за період із 1-го до 15 квітня 1921 року, ДАЧО | |

На початку 1930-х років розпочато створення колгоспу, також у селі відновлено школу. Село постраждало внаслідок Голодомору 1932–1933 років та геноциду українського народу, проведеного урядом СРСР: за даними Національної книги пам'яті жертв Голодомору 1932–1933 років в Україні, кількість жертв по Заньках склала 169 осіб. У рамках злочинних дій у селі, зокрема, за безпосередньої участі комсомольського активу зруйновано церкву Миколи Чудотворця, знищено церковне начиння (вірогідно, що один із дзвонів ще використовували в середині XX століття як сполоховий), сплюндровано цвинтар (у числі інших і поховання генерал-майора артилерії Є.К. Адасовського — брата М.К. Заньковецької), також відчутно скоротилася кількість населення — не лише через високу смертність, а й з огляду на переїзди до інших районів УРСР та СРСР, як результат політики розкуркулення та програми вербування населення на переїзд до степових районів.
У роки Німецько-радянської війни 195 заньківчан було мобілізовано до лав Червоної армії, з них на фронтах загинув 151 житель села. 15 вересня 1943 року гвардійським стрілецьким корпусом 13-ї армії з села були витіснені частини вермахту. У повоєнний час поновлено діяльність колгоспу (носив ім'я більшовицького діяча С. М. Кірова, спеціалізація — розвиток м'ясо-молочного тваринництва): станом на 1972 рік за господарством було закріплено 2016 га сільськогосподарських угідь, з яких розорано 1128 га, на 1983 рік ці обсяги становили 2878 га та 2012 га відповідно; зведено фельдшерсько-акушерський пункт, дитячий садок на 30 місць, філію райпобуткомбінату, будівлю сільради (1970, включала також відділення зв'язку та ощадкасу), нову тваринницьку ферму, 3 магазини. Неподалік села існувала цегельня. У середині 1960-х було проведено необдуману меліорацію природних комплексів у самому населеному пункті та поблизу нього, що призвело до непоправних змін в екології села, зникнення багатьох видів рослин та тварин, особливо птахів, включаючи червонокнижних.
12 червня 2020 року, відповідно до розпорядження Кабінету Міністрів України № 730-р «Про визначення адміністративних центрів та затвердження територій територіальних громад Чернігівської області», увійшло до складу Вертіївської сільської громади.
19 липня 2020 року, внаслідок адміністративно-територіальної реформи, увійшло до складу новоутвореного Ніжинського району.

## Відомі люди

Видатні уродженці села Заньки
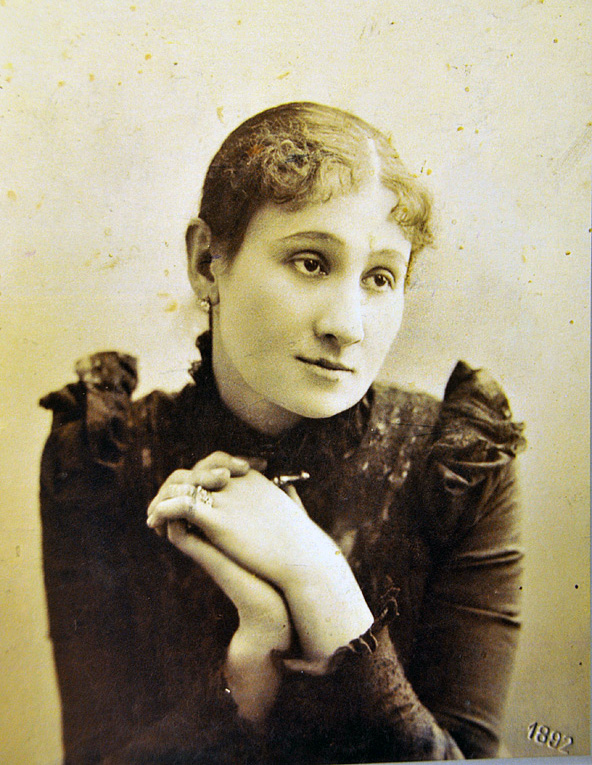
Перша Народна артистка України Марія Заньковецька
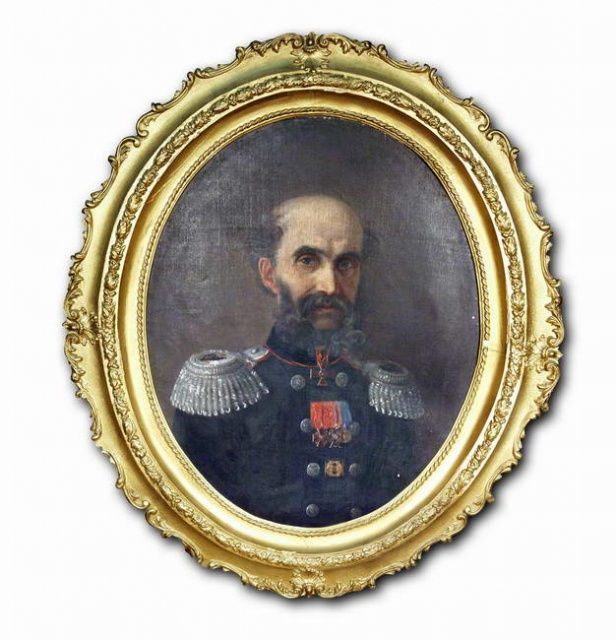
Генерал-лейтенант корпусу корабельних інженерів Степан Бурачок
Генерал-майор артилерії Євтихій Адасовський
Лауреат  Державної премії України в галузі архітектури Григорій Занько

- Заньковецька Марія Костянтинівна (* 23 липня (4 серпня) 1854 — †4 жовтня 1934) — українська актриса і театральна діячка, корифей українського театру. Перша Народна артистка України (1922).
- Адасовський Євтихій Костянтинович (*6 (18) квітня 1846 — †22 січня (3 лютого) 1898) — генерал-майор артилерії, теоретик артилерійської справи, учасник Російсько-турецької війни 1877–1878 рр. Брат М.К. Заньковецької.
- Бурачок Степан Онисимович (*17 (29) травня 1800 — †26 грудня 1876 (7 січня 1877) — російський літературний критик, викладач, вчений, письменник, видавець журналу «Маяк», генерал-лейтенант корпусу корабельних інженерів (1869). Син адмірала О.Н. Бурачка.
- Бурачков Федір Онисимович (*1798 — †1877) — військовий інженер, губернатор Новгородської губернії (1851–1853), генерал-лейтенант. Старший брат С.О. Бурачка.
- Бурачок Гавриїл Онисимович (*1814 — †1894) — полковник корпусу корабельних інженерів; був свідком зі сторони нареченої на весіллі М. К. Заньковецької 11 (23) травня 1875 р. Молодший брат С.О. Бурачка.
- Занько Григорій Дмитрович (*5 травня 1957) — український  архітектор, художник та поет. Лауреат Державної премії України в галузі архітектури (1990).

## Топоніміка
Село має специфічний поділ, виражений у мікротопонімах: Брі́д, Бурячко́ва (Бурачко́ва) [ко́панка], Загре́бля, Зарі́чка (обидві назви пов'язані з протіканням територією села річки Смо́лянки), Ко́ворот, Куба́ня, Люті́вка, Му́хівка, Потора́чина тощо. Усі ці назви мають оригінальне етнографічне походження і слугують виразником місцевого топонімічного творення. Крім того, місцева говірка вирізняється наявністю характерних слів, як-от: ґерела́ (ватага, зборисько), ку́бах (яма під посадку картоплі), меґда́н (бузок), транда́хель (прав. трандафиль — кущова троянда), хо́пта (окрошка, холодник) тощо.

## Населення
Станом на 1866 рік село мало 1117 жителів (148 дворів), станом на 1885 рік — 1405 жителів (172 двори), за матеріалами першого всеросійського перепису населення 1897 року нараховано 1618 жителів (305 дворів). За всесоюзними переписами населення: станом на 1970 рік — 746 жителів (298 дворів), на 1979 рік — 692 жителі, на 1989 рік — 498 жителів. Останній всеукраїнський перепис населення 2001 року зафіксував 405 жителів.
За інформацією колишньої Заньківської сільської ради, станом на липень 2015 року в селі було зареєстровано 272 особи.
| 1866 | 1885 | 1897 | 1970 | 1979 | 1989 | 2001 | 2015 |
| ---- | ---- | ---- | ---- | ---- | ---- | ---- | ---- |
| 1117 | 1405 | 1618 | 746  | 692  | 498  | 405  | 272  |
| ▲    | ▲    | ▲    | ▼    | ▼    | ▼    | ▼    | ▼    |

### Мова
Розподіл населення за рідною мовою за даними перепису 2001 року:
| Мова       | Кількість | Відсоток |
| ---------- | --------- | -------- |
| українська | 403       | 99.50%   |
| російська  | 1         | 0.25%    |
| білоруська | 1         | 0.25%    |
| Усього     | 405       | 100%     |

## Інфраструктура та сучасний стан
У 1964 році в будинку, що належав родині актриси, відкрито Заньківський меморіальний музей Марії Заньковецької. Гостями музею та села були відомі співаки, літератори, артисти театру та кіно (І.С. Козловський, Н.М. Ужвій, Д.М. Гнатюк, Ю.М. Мушкетик, Б.М. Бенюк, Л.М. Кадирова, дует Штепсель і Тарапунька та ін.) Поряд із музеєм 1984 року встановлено пам'ятник Марії Заньковецькій (скульптор Ю.А. Станéцький).
У 2007 році в селі Заньки була закрита середня загальноосвітня школа (навчальний процес та устаткування перенесено до школи сусіднього села Велика Кошелівка). Того ж року в будівлі колишньої школи (зведена в 1930-х) сформовано етнографічну експозицію, яка переросла в етнографічний музей (3 серпня 2014 року відбулося офіційне відкриття).
На цей час у селі, окрім музеїв, діють місцевий клуб на 250 місць та бібліотека (книжковий фонд —12 тис одиниць (станом на 1990)). У приміщенні етнографічного музею створено церковну кімнату, освячену на честь Миколи Чудотворця (РПЦвУ).

Центр села. Меморіал загиблим односельцям і братська могила
Велике сільське кладовище. Братська могила червоноармійців
Пам'ятник Марії Заньковецькій (скульптор Ю.А. Станецький, 1984)
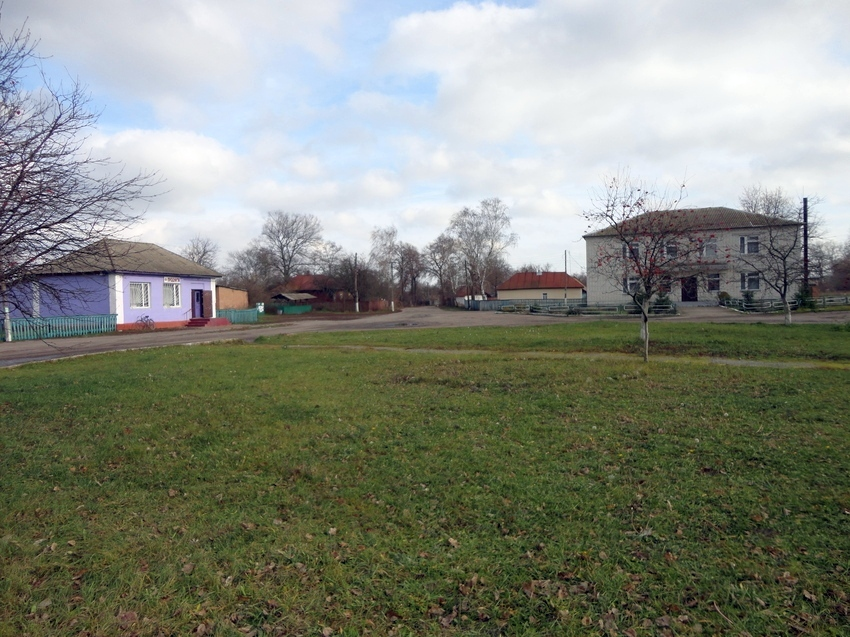
Центр села. Сільрада та перспектива на вул. Ю. Лисянського

У центрі села існують обеліск Слави (вст. 1962 р.), пам'ятна стела односельцям — жертвам Німецько-радянської війни та надгробок на братській могилі червоноармійців, полеглих у боях за село в 1943 році (вст. 1958 р.). На околиці Заньок, на території так званого Великого кладовища, теж міститься братська могила. Там же поховання померлих від голоду в 1932–1933 роках селян.
Заньки сполучені з автошляхом М 02 (Е 101) шестикілометровою асфальтованою дорогою Т 2551. Логістику між населеним пунктом та райцентром здійснює маршрутне таксі.
Наразі в селі діють ТОВ «Заньківське» та ФГ «Заньківське» (спеціалізація — вирощування с/г та технічних культур рослин). Деякий час діяла приватна сироварня.
Неподалік села знаходиться озеро Щу́че.